# Auen (Gemeinde Metnitz)

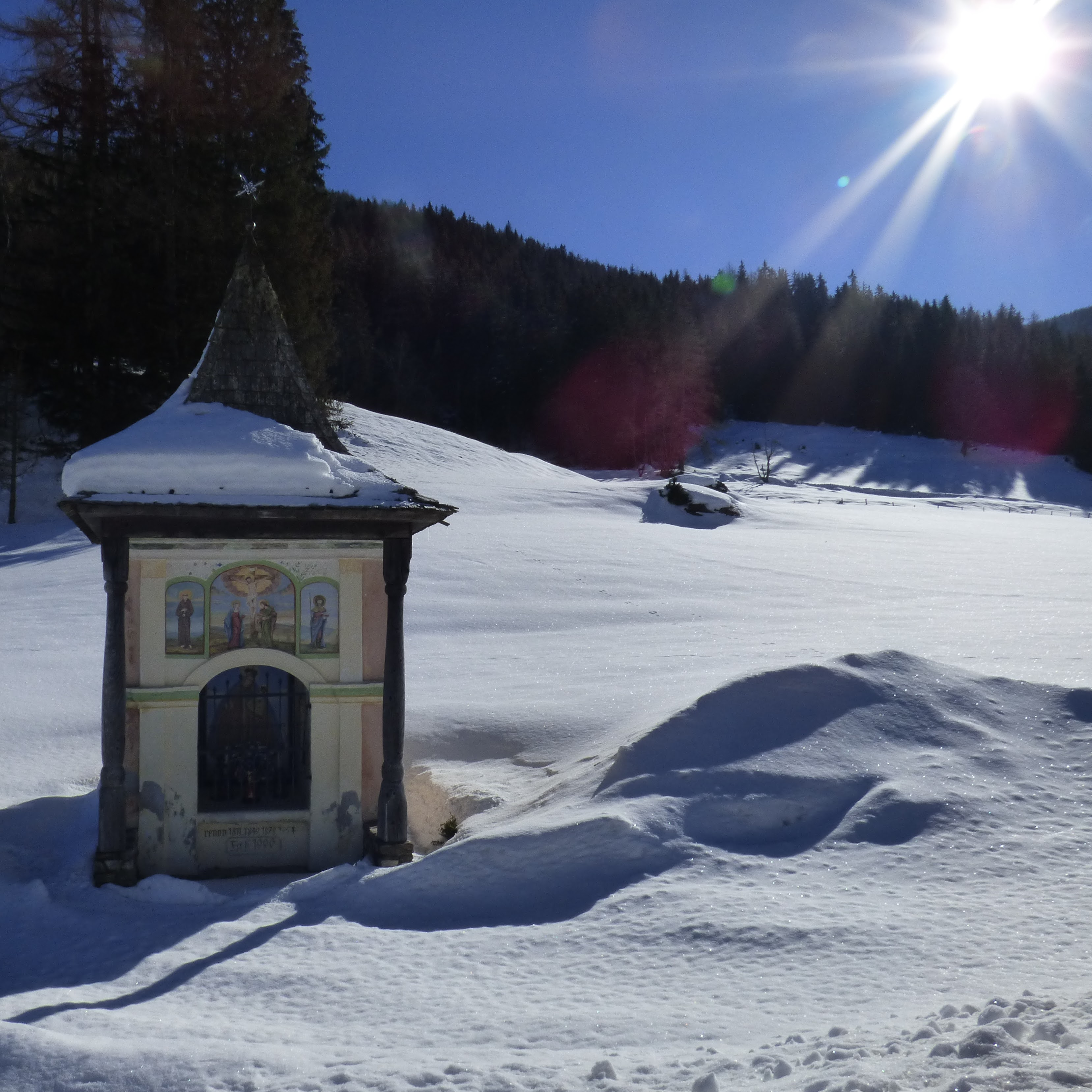
Wegkapelle Auen

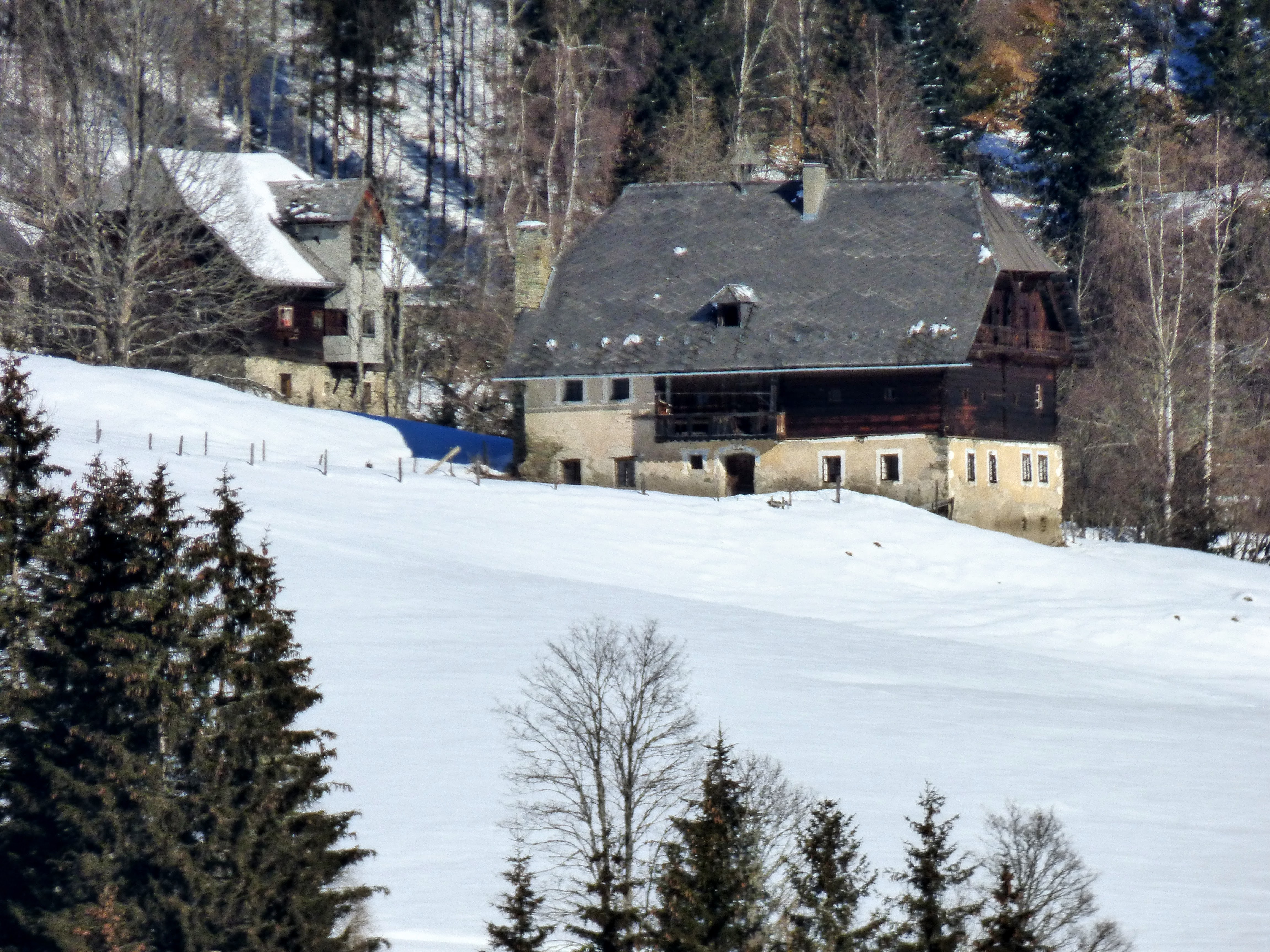
Auen an der Landesgrenze: rechts Hof Ortner, Gemeinde Metnitz (Kärnten); links ein zur Gemeinde Murau (Steiermark) gehörender Hof.

Auen ist eine Ortschaft in der Kärntner Marktgemeinde Metnitz mit 12 Einwohnern (Stand 1. Jänner 2024). Die Ortschaft liegt zur Gänze auf dem Gebiet der Katastralgemeinde Metnitz Land.

## Lage
Die Ortschaft liegt im Norden der Gemeinde Metnitz, in den Metnitzer Bergen, im Tal des Röttingbachs bzw. Wöbringbachs, sowie an der steirischen Grenze entlang des Auenbachs, der nach Norden hin zur Mur entwässert.
Die auf steirischem Gebiet angrenzende Streusiedlung Auen ist offiziell kein Teil der hier beschriebenen Ortschaft, sondern wird als Teil der steirischen Ortschaft Laßnitz-Murau (Gemeinde Murau) geführt.

## Geschichte
Auf dem Gebiet der Katastralgemeinde Metnitzthal (heute: Metnitz Land) liegend, gehörte der Ort Auen in der ersten Hälfte des 19. Jahrhunderts zum Steuerbezirk Grades. Seit Gründung der Ortsgemeinden Mitte des 19. Jahrhunderts ist Auen ein Teil der Gemeinde Metnitz.

## Bevölkerungsentwicklung
Für die Ortschaft zählte man folgende Einwohnerzahlen:
- 1869: 13 Häuser, 54 Einwohner[2]
- 1880: 22 Häuser, 53 Einwohner[3]
- 1890: 21 Häuser, 49 Einwohner[4]
- 1900: 21 Häuser, 33 Einwohner[5]
- 1910: 29 Häuser, 23 Einwohner[6]
- 1961: 14 Häuser, 23 Einwohner[7]
- 2001: 12 Gebäude, 14 Einwohner[8]
- 2011: 10 Gebäude, 12 Einwohner[9]
- 2021: 4 Gebäude, 10 Einwohner, 2 Haushalte, 3 Arbeitsstätten[10]

## Ortschaftsbestandteile
Im Bereich der Ortschaft befinden sich die Einzelhöfe Auner, Dörfl, Grattinger, Obergrübler, Ortner, Schalkel und Sibitzer, das Jagdhaus Hirt und die Almen Bergnerhütte, Draxlhütte, Gollingerhütte, Hirschtaleralm, Konraderhütte, Kreuzerhütte, Pichlerhütte, Soldernigghütte, Unterkusterer und Wolfgerhütte.
Vorübergehend wurde innerhalb der Ortschaft amtlich zwischen den Ortschaftsbestandteilen Auen und Rötting unterschieden:

### Auen
Für die Streusiedlung (1890 als Dorf kategorisiert) Auen wurden 1890 12 Häuser mit 49 Einwohnern, 1900 11 Häuser mit 33 Einwohnern, 1910 11 Häuser und 23 Einwohner und 1961 10 Häuser mit 23 Einwohnern angegeben.

### Rötting
Für die Alm Rötting wurden 1890 9 Häuser mit 0 Einwohnern, 1900 10 Häuser mit 0 Einwohnern, 1910 18 Häuser und 0 Einwohner und 1961 4 Häuser mit 0 Einwohnern angegeben.